# ОШ „Иво Лола Рибар” Скобаљ
ОШ „Иво Лола Рибар” Скобаљ, насељеном месту на територији града Смедерево, основана је око 1862. године. Спада у најстарије школе на територији општине Смедерево.

## Историјат
Основана је великим пожртвовањем мештана Скобаља на чијем је челу био председник „примирителног суда” општине скобаљске Димитрије Бранковић. Прва препрека је била где сместити школу, у оно време друштвених просторија није било па је добростојећи мештанин Милован Мирковић понудио своју кућу и плац. Од њега је општина скобаљска одмах откупила понуђено и наменила за школске потребе. После уређења зграде, школа је почела са радом. Први учитељ је био Радован Пантелић 1862—63. У то време школа није била опремљена, већ се радило у веома тешким условима. У почетку су школу похађали само дечаци који су у школи становали и ручавали. Општина скобаљска је 1901. купила плац од Стевана Штерића за 730 динара и исте године је почела изградња нове школске зграде која је била завршена 1904. године. Школа је подигнута у част стогодишњице Првог српског устанка. Нова школска зграда је изграђена у швајцарском стилу, од тврдог материјала и о трошку општине, у њој се и данас изводи настава. Први учитељица у новој школској згради је била Косара Савић. Са изградњом нове школске зграде стара је преуређена за учитељске станове који су то били све до 1962. године када је заграда срушена и у том дворишту су изграђени савремени станови за наставнике и учитеље и то заслугом тадашњег директора школе Љубослава Лазаревића и школског одбора. Школске 1952—53. године у Скобаљу се отвара основна шестогодишња школа, 1954—55. почиње са радом седмогодишња, а 1957—58. почиње са радом комплетна осмогодишња са дванаест учитеља и наставника и око триста ученика у десет одељења. У послератном периоду школа је проширивана и дограђивана. После увођења потпуне осмогодишње школе, школска зграда из 1904. није могла да прими сва одељења па су за рад школе коришћене и просторије месне заједнице. Године 1961. је извршена доградња школске зграде изградњом новог објекта од три учионице са сутереном који је функционисао повезан са објектом из 1904. Сутеренске просторије које су тада изграђене сада служе за ученичку кухињу, котларницу и угљарницу. Данашње име школа добија 1962. године решењем Народног одбора општине Мала Крсна под бр. 01 бр. 6114/1-62. од 20. октобра. Од 1961. до 1980. на школској згради се није ништа радило па је она почела да пропада. Заслугом тадашњег директора Радомира Радојковића обезбеђена су средства из месног самодоприноса која су удружена са средствима Фонда за основно образовање и намењена за реконструкцију објекта, са реконструкцијом се почело на лето 1980. која је трајала до 1984. године. Тадашњи швајцарски стил је нешто мало измењен тако да је школа добила нови изглед. Поред реконструкције и адаптације, изграђен је нови санитарни чвор и уведено парно грејање на чврсто гориво. Извршена је набавка минимума наставних средстава и опреме. Данашња зграда је приземна и има два крила која чине облик слова Г. У првом делу, до главне улице, се налази учионица за предшколце, компјутерска учионица, ходник, зборница и канцеларија директора, као и новоизграђене канцеларије секретара и педагога. У другом дужем делу се налазе четири учионице, ходник и мокри чвор. Подрумски део је састављен од трпезарије, кухиње, фискултурне учионице, складишта за угаљ, котларнице, ходника и архиве. Школска зграда има површину од 775,53m². Школско двориште је пространо и садржи спортске терене за рукомет, фудбал и кошарку са површином од 2300m². Поред бетонираних терена, школско двориште има и зелену површину као и део на коме је посађено дрвеће и цвеће. Двориште је у потпуности ограђено 2017—18. Бројали су 136 ученика од првог до осмог разреда смештених у осам одељења 2018—19.